# Simon Oeben
Simon Oeben (* September 1724 in Dremmen; † 3. April 1786) war wie sein etwas älterer, bedeutenderer und produktiverer Bruder Jean-François ein in Paris tätiger Kunsttischler und Ebenist. 
Er wurde als Sohn des Postmeisters Franz Oeben im September 1724 im heutigen Heinsberger Stadtteil Dremmen unweit von Aachen geboren. In den 1740er-Jahren folgte er seinem Bruder nach Paris, übernahm 1756 dessen Werkstatt und Laden, der jedoch weiter unter Jean-François firmierte, bis Simon nach dessen Tod 1763 den Betrieb ganz übernahm und auch den Titel „Ebeniste du Roi“ verliehen bekam. Durch seine Heirat 1756 mit Marguerite Vandercruse wurde er mit weiteren bekannten Ebenisten seiner Zeit verwandt. Die Blütezeit der Werkstatt war zwischen 1765 und 1780. Er starb am 3. April 1786, seine Witwe führte die Geschäfte nur ein Jahr lang weiter.
Zu seinen Kunden gehörte Madame de Pompadour. Er stellte Kommoden, Schreibtische und -schränke, daneben Kleinmöbel wie Tischchen und Bidets her. 30, meist mit S. Oeben signierte und so für den Künstler gesicherte Stücke sind heute bekannt.
Der Stil seiner Arbeiten ist dem vorrevolutionären Klassizismus (Louis-seize) zuzuordnen, so verwendet er entschiedener als sein Bruder, der mit üppigen floralen Motiven nicht sparte, geometrischere Muster, die oft von rahmenden Bändern umgeben sind.